# Stone Temple Pilots
Stone Temple Pilots — американський рок-гурт із Південної Каліфорнії, заснований наприкінці 1980-х років. Колектив працював із продюсером альбомів Pearl Jam і попри своє походження вважався частиною гранджового руху. Через героїнову залежність вокаліста Скотта Вейланда у 2002 році гурт розпався. Після п'ятирічної перерви Stone Temple Pilots возз'єднались, проте невдовзі Вейланда було звільнено, а його місце зайняв спочатку Честер Беннінгтон із Linkin Park, а потім учасник шоу X-Factor Джеф Ґутт.

## Історія

### Створення гурту (кінець 1980-х)
Колектив було створено в кінці 1980-х років в Сан-Дієго. Брати Дін та Роберт Делео переїхали до Південної Каліфорнії у 1984 році, роком пізніше на панківському концерті познайомились з вокалістом Скоттом Вейландом. Невдовзі вони почали грати разом та записуватись в домашній студії. Зрештою до них приєднався барабанщик Ерік Кретц. Квартет виступав в місцевих клубах під назвою Mighty Joe Young і на початку дев'яностих став замислюватись про запис платівки.

### Перші альбоми та розквіт гранджу (1992—1994)
Продюсером першого альбому гурту став Брендан О'Брайен, також відомий співробітництвом з сіетлськими гуртами Pearl Jam та Soundgarden. Через юридичні проблеми назву колективу довелось змінювати, і музиканти обрали спочатку абревіатуру STP (на честь відомого бренду моторної оливи), а потім розшифрували її як Stone Temple Pilots. На хвилі зростання гранджу, попри своє несіетлське походження, гурт підписав контракт з великим лейблом Atlantic Records і в 1992 році випустив дебютну платівку Core з хітовою піснею «Plush». Наступного року Stone Temple Pilots випустили запис акустичного шоу MTV Unplugged, а ще за рік — другий альбом Purple, який опинився на вершині американського хіт-параду Billboard 200.

### Проблеми Вейланда із наркотиками (1995—2003)
В середині дев'яностих стало відомо про проблеми вокаліста Скотта Вейланда з героїновою залежністю. З 1995 по 1998 роки він тричі потрапляв до каліфорнійської в'язниці за зберігання наркотиків. В 1996 році Stone Temple Pilots випустили третій студійний альбом Tiny Music…Songs from the Vatican Gift Shop, проте через лікування Вейланда гурт не зміг вирушити в концертний тур і платівка швидко вилетіла з чартів. В 1998 році Вейланд випустив сольний альбом 12 Bar Blues, а інші музиканти STP створили власний проєкт Talk Show з вокалістом Дейвом Коутсом. Попри чутки про розпад Stone Temple Pilots, в 1999 році гурт повернувся з четвертим альбомом No. 4. Одразу після цього Вейланд знову опинився у в'язниці через порушення умов випробувального періоду. У 2001 році вийшов п'ятий альбом STP Shangri-La Dee Da, а у 2003 році — збірка найкращих хітів Thank You.

### Розпад гурту та сторонні проєкти (2003—2008)
У 2003 році Stone Temple Pilots знову розпались. Брати Делео створили супергурт Army of Anyone разом з Річардом Патріком (Filter) і Реєм Луз'є (Korn), а Вейланд — інший супергурт Velvet Revolver зі Слешем, Метом Сорумом та Даффом Маккаганом з Guns N' Roses.

### Возз'єднання гурту (2008—2013)
У 2008 гурт провів реюніон-турне, а 2010 році випустив шостий альбом, що отримав назву Stone Temple Pilots. Попри масштабне світове турне, у 2013 році колектив оголосив про те, що Вейланда було звільнено. І хоча вокаліст спочатку вважав, що це є рекламним трюком, інші музиканти були непохильні.

### Звільнення та смерть Скотта Вейланда (2013—2015)
З 2013 по 2015 роки Stone Temple Pilots виступали разом із вокалістом Честером Беннінгтоном з Linkin Park, хоча його і представляли як окремого виконавця, а не частину гурту. Разом вони випустили сингл «Out of Time» та мініальбом High Rise. У 2015 році Беннінгтон повернувся до Linkin Park. В кінці року прийшла сумна новина — від передозування помер Скотт Вейланд, який знаходився в концертному турі з The Wildabouts.

### Новий склад з Джефом Ґуттом (з 2017)
В той час, як Stone Temple Pilots шукали постійного вокаліста, у 2017 році наклав на себе руки Честер Беннінгтон. Лише наприкінці 2017 року STP визначились із новим вокалістом, найнявши учасника шоу X-Factor Джефа Ґутта. В новому складі у 2018 році вийшов ще один однойменний альбом Stone Temple Pliots, а у 2020 році — восьмий студійний альбом Perdida.

## Музичний стиль
Перші два альбоми Stone Temple Pilots — Core (1992) та Purple (1994) — вважаються класичними гранджовими платівками. Гурт навіть порівнювали із Pearl Jam через те, що їхній перший великий хіт, пісня «Plush», звучала дуже схоже на матеріал з перлджемівського Ten. Проте музиканти колективу заперечували схожість та наголошували на тому, що мають власний неповторний стиль. Їхні пісні дійсно суттєво відрізнялись від агресії гранджових гуртів, що грали хардкор-панк та важкий метал, були трошки легшими й мелодійнішими, та поєднували альтернативний рок із глем-роком сімдесятих років. Такі треки з другого альбому, як «Interstate Love Song» й «Empty», були куди більш орієнтованими на ротацію на радіо і MTV, аніж андеграундне звучання сіетлської сцени 1980-х років.
Після того, як інтерес до гранджу став зменшуватись, гурт продовжував грати притаманний STP хардрок, який будувався навколо гітарних рифів та різнопланових партій Роберта Делео, що поєднувалися у складні аранжування, створюючи власну версію мелодійної гітарної попмузики, де тексти пісень відходили на другий план. Надалі гурт продовжував випускати альбоми, на яких музичний стиль суттєво не змінювався. «Тут немає нічого нового, але це зовсім не погано» — писав музичний критик Стівен Томас Ерлевайн про п'ятий альбом STP Shangri-La Dee Da.
Після того, як гурт залишив Скотт Вейланд, Stone Temple Pilots деякий час шукали нового вокаліста. В той час, як Честер Беннінгтон із Linkin Park зумів зберегти власну індивідуальність, новий постійний вокаліст Джефф Ґутт виконував старі та нові пісні «в стилі Вейланда». До того ж на восьмому альбомі STP Perdida з'явились несподівані акустичні аранжування з використанням струнних та флейти.

## Склад гурту
| Активні учасники - Дін Делео — гітара, - Роберт Делео — бас-гітара, - Ерік Кретц — барабани, - Джеф Ґутт — вокал. | Колишні учасники - Скотт Вейланд — вокал, - Честер Беннінгтон — вокал. |

## Дискографія
Студійні альбоми
- 1992 — Core
- 1994 — Purple
- 1996 — Tiny Music… Songs from the Vatican Gift Shop
- 1999 — No. 4
- 2001 — Shangri-La Dee Da
- 2010 — Stone Temple Pilots
- 2018 — Stone Temple Pilots
- 2020 — Perdida

Мініальбоми
- 2013 — High Rise

Збірки
- 2003 — Thank You
- 2008 — Buy This
- 2012 — Original Album Series

Концертні альбоми
- 2012 — Alive in the Windy City
- 2018 — Live 2018